# Funkcja kardynalna
Funkcja kardynalna – funkcja, której wartościami są liczby kardynalne. Zwykle tej nazwy używa się gdy, dodatkowo, wartości funkcji są nieskończonymi liczbami kardynalnymi. Często funkcje te są klasami.
Funkcje kardynalne są jednym z najbardziej widocznych połączeń teorii mnogości z innymi dziedzinami matematyki. Dostarczają one wygodnego języka do opisu różnych własności obiektów matematycznych i są również interesującym obiektem badań samym w sobie.

## Funkcje kardynalne w teorii mnogości
- Najczęściej spotykaną funkcją kardynalną jest funkcja moc zbioru, która dla zbioru {\displaystyle A} przyporządkowuje jego moc {\displaystyle |A|.}
- Czasami dla ideałów podzbiorów jakiegoś zbioru bada się następujące funkcje kardynalne, nazywane też współczynnikami kardynalnymi ideału. Niech {\displaystyle I} będzie takim ideałem podzbiorów zbioru {\displaystyle S,} który zawiera wszystkie zbiory jednopunktowe. Określamy:

{\displaystyle \mathrm {add} (I)=\min\{|{\mathcal {A}}|:{\mathcal {A}}\subseteq I\wedge \bigcup {\mathcal {A}}\notin I{\big \}},}
{\displaystyle \mathrm {cov} (I)=\min\{|{\mathcal {A}}|:{\mathcal {A}}\subseteq I\wedge \bigcup {\mathcal {A}}=S{\big \}},}
{\displaystyle \mathrm {non} (I)=\min\{|A|:A\subseteq S\ \wedge \ A\notin I{\big \}},}
{\displaystyle \mathrm {cof} (I)=\min\{|{\mathcal {B}}|:{\mathcal {B}}\subseteq I\wedge (\forall A\in I)(\exists B\in {\mathcal {B}})(A\subseteq B){\big \}}.}
- Dla praporządku {\displaystyle (\mathbb {P} ,\sqsubseteq )} określa się liczbę nieograniczoną {\displaystyle {\mathfrak {b}}(\mathbb {P} )} oraz liczbę dominującą {\displaystyle {\mathfrak {d}}(\mathbb {P} )} tego praporządku przez

{\displaystyle {\mathfrak {b}}(\mathbb {P} )=\min {\big \{}|Y|:Y\subseteq \mathbb {P} \ \wedge \ (\forall x\in \mathbb {P} )(\exists y\in Y)(y\not \sqsubseteq x){\big \}},}
{\displaystyle {\mathfrak {d}}(\mathbb {P} )=\min {\big \{}|Y|:Y\subseteq \mathbb {P} \ \wedge \ (\forall x\in \mathbb {P} )(\exists y\in Y)(x\sqsubseteq y){\big \}}.}

## Funkcje kardynalne w topologii
Funkcje kardynalne są szeroko używane w topologii, gdzie są bardzo wygodnym narzędziem w opisie własności przestrzeni topologicznych. Na przykład rozważa się następujące funkcje kardynalne:
- Ciężar przestrzeni {\displaystyle X} to {\displaystyle \mathrm {w} (X)=\min\{|{\mathcal {B}}|:{\mathcal {B}}} jest bazą topologii na {\displaystyle X\}+\aleph _{0}.}
- Gęstość przestrzeni {\displaystyle X} to {\displaystyle \mathrm {d} (X)=\min\{|S|:S\subseteq X\ \wedge \ \mathrm {cl} _{X}(S)=X\}+\aleph _{0}.}
- Celularność przestrzeni {\displaystyle X} to

{\displaystyle \mathrm {c} (X)=\sup\{|{\mathcal {U}}|:{\mathcal {U}}} jest rodziną parami rozłącznych niepustych otwartych podzbiorów {\displaystyle X\}+\aleph _{0}.}
- Ciasność przestrzeni {\displaystyle X} w punkcie {\displaystyle x\in X} to

{\displaystyle t(x,X)=\sup {\big \{}\min\{|Z|:Z\subseteq Y\ \wedge \ x\in \mathrm {cl} _{X}(Z)\}:Y\subseteq X\ \wedge \ x\in \mathrm {cl} _{X}(Y){\big \}}}
i ciasność przestrzeni {\displaystyle X} to {\displaystyle t(X)=\sup\{t(x,X):x\in X\}.}
- Rozciągłość przestrzeni {\displaystyle X} to

{\displaystyle s(X)=\sup\{|Y|:Y\subseteq X} z topologią podprzestrzeni jest przestrzenią dyskretną{\displaystyle \}.}

## Funkcje kardynalne w teorii algebr Boole’a
Funkcje kardynalne są często używanym narzędziem do opisu i badania algebr Boole’a. Rozważa się, na przykład, następujące funkcje:
- Celularność {\displaystyle c(\mathbb {B} )} algebry Boole’a {\displaystyle \mathbb {B} } jest to supremum mocy antyłańcuchów w {\displaystyle \mathbb {B} .}
- Długość {\displaystyle \mathrm {length} (\mathbb {B} )} algebry Boole’a {\displaystyle \mathbb {B} } to

{\displaystyle \mathrm {length} (\mathbb {B} )=\sup {\big \{}|A|:A\subseteq \mathbb {B} } jest łańcuchem{\displaystyle {\big \}}}
- Głębokość {\displaystyle \mathrm {depth} (\mathbb {B} )} algebry Boole’a {\displaystyle \mathbb {B} } to

{\displaystyle \mathrm {depth} (\mathbb {B} )=\sup {\big \{}|A|:A\subseteq \mathbb {B} } jest dobrze uporządkowanym łańcuchem{\displaystyle {\big \}}.}
- Nieporównywalność {\displaystyle \mathrm {Inc} (\mathbb {B} )} algebry Boole’a {\displaystyle \mathbb {B} } to

{\displaystyle \mathrm {Inc} (\mathbb {B} )=\sup {\big \{}|A|:A\subseteq \mathbb {B} } oraz {\displaystyle {\big (}\forall a,b\in A{\big )}{\big (}a\neq b\ \Rightarrow \neg (a\leqslant b\ \vee \ b\leqslant a){\big )}{\big \}}.}
- Pseudociężar {\displaystyle \pi (\mathbb {B} )} algebry Boole’a {\displaystyle \mathbb {B} } to

{\displaystyle \pi (\mathbb {B} )=\min {\big \{}|A|:A\subseteq \mathbb {B} \setminus \{0\}} oraz {\displaystyle {\big (}\forall b\in B\setminus \{0\}{\big )}{\big (}\exists a\in A{\big )}{\big (}a\leqslant b{\big )}{\big \}}.}

## Funkcje kardynalne w algebrze
Funkcje kardynalne w algebrze są mniej wyeksponowane, niemniej jednak są one tam obecne. Przykładami takich funkcji są:
- Wymiar przestrzeni liniowej {\displaystyle V} nad ciałem{\displaystyle K.}
- Dla modułu wolnego {\displaystyle M} nad pierścieniem przemiennym {\displaystyle R} wprowadza się rangę {\displaystyle \mathrm {rank} (M)} jako moc dowolnej bazy wolnej tego modułu.
- Dla podprzestrzeni {\displaystyle W} przestrzeni liniowej {\displaystyle V} rozważa się kowymiar tej przestrzeni (względem {\displaystyle V}).
- Dla (przemiennej) grupy nieskończenie podzielnej {\displaystyle G} rozważa się rangi {\displaystyle \nu _{0}(G)} i {\displaystyle \nu _{p}(G)} (dla wszystkich liczb pierwszych {\displaystyle p}) dane przez rozkład

{\displaystyle G=\left(\bigoplus \limits _{p\in \mathbb {P} }\mathbb {Z} [p^{\infty }]^{(\nu _{p}(G))}\right)\oplus \mathbb {Q} ^{(\nu _{0}(G))}.}
(Powyżej, {\displaystyle \mathbb {P} } jest zbiorem wszystkich liczb pierwszych, {\displaystyle \mathbb {Q} } jest grupą addytywną liczb wymiernych, a {\displaystyle \mathbb {Z} [p^{\infty }]=\{e^{\frac {2ni\pi }{p^{m}}}\,|\,n\in \mathbb {Z} ^{+},\,m\in \mathbb {Z} ^{+}\}} jest grupą {\displaystyle p}-quasi cykliczną).
- Dla każdej struktury algebraicznej można rozważać minimalną moc zbiorów generatorów tej struktury.

## Funkcje kardynalne w analizie funkcjonalnej
- Dla przestrzeni Banacha {\displaystyle X} rozważa się zbiory Enflo-Rosenthala (tzw. ER-zbiory) będące uogólnieniami bazy Schaudera. (Zbiór {\displaystyle A\subseteq X} jest zbiorem Enflo-Rosenthala jeśli każdy jego przeliczalny podzbiór może być uporządkowany tak, że stanowi ciąg bazowy oraz każdy element {\displaystyle X} jest granicą ciągu skończonych kombinacji elementów {\displaystyle A}). Minimalne moce ER-zbiorów są (oczywiście) funkcjami kardynalnymi na przestrzeniach Banacha dopuszczających istnienie takich zbiorów[5].